# Ga Dunchon-dong
Ga Dunchon-dong là ga tàu điện ngầm trên Tàu điện ngầm vùng thủ đô Seoul tuyến 5.

## Bố trí ga
| Gangdong ↑          |
| \| W/B              |
| ↓ Công viên Olympic |

| Hướng Tây  | ●Tuyến 5 | ← Hướng đi Banghwa   |
| Hướng Đông | ●Tuyến 5 | → Hướng đi Macheon → |